# Phyllophaga baroni
Phyllophaga baroni är en skalbaggsart som beskrevs av Bates 1889. Phyllophaga baroni ingår i släktet Phyllophaga och familjen Melolonthidae. Inga underarter finns listade i Catalogue of Life.